# Liste von Persönlichkeiten der Stadt Breckerfeld
Die folgende Liste beschäftigt sich mit den Persönlichkeiten der Stadt Breckerfeld.

## Bürgermeister
- 2020: André Dahlhaus, CDU[1]

## In Breckerfeld geborene Persönlichkeiten

### Bis zum 18. Jahrhundert
- Peter Nicolaus Casper Egen (1793–1849), Lehrer, Schuldirektor, vortragender Rat in Berlin

### 19. Jahrhundert
- Carl Baunscheidt (1809–1873), Lehrer, Erfinder, Begründer der Baunscheidt-Therapie
- Julius Löwen (1822–1907), Seidenfabrikant, Mitbegründer der Brüderbewegung und Kirchenliederdichter
- Gustav Martin (1862–1947), Chemiker und Industrieller
- Richard Knipping (1865–1950), Archivar
- Herman Schmalenbach (1885–1950), Sozialphilosoph

### 20. Jahrhundert
- Heinz Waterboer (1907–1990), Maler und Schriftsteller
- Karl-Rudi Griesbach (1916–2000), deutscher Komponist
- Dieter Haak (1938–2012), ehemaliger Justizminister von Nordrhein-Westfalen (SPD)
- Ingeborg Junge-Reyer (* 1946), ehemalige Bürgermeisterin und Senatorin für Stadtentwicklung von Berlin (SPD)
- Fabian Bleck (* 1993), Basketballspieler

## Bekannte Einwohner und Menschen mit Beziehungen zu Breckerfeld

### Bis zum 18. Jahrhundert
- Johann Wilhelm Wennemar von Eppe († 1643), Söldnerführer im Dreißigjährigen Krieg, lag mit seinen Truppen einen Winter bei Breckerfeld
- Johann Georg Florschütz (1779–1849), Geistlicher, zeitweise Pfarrer in Breckerfeld

### 19. Jahrhundert
- Christian Friedrich Ludwig Buschmann (1805–1864), Musikinstrumentenbauer und Pionier der Mundharmonika
- Wilhelm Brockhaus (1819–1888), Schriftsteller, Komponist und Evangelist der Brüderbewegung
- Carl Brockhaus (1822–1899), Volksschullehrer, bedeutende Persönlichkeit der Brüderbewegung und Herausgeber der Elberfelder Bibel
- Otto Intze (1843–1904), Bauingenieur und Erfinder, Heilenbecketalsperre nach seinen Entwürfen gebaut
- Eugen Schmalenbach (1873–1955), Wirtschaftswissenschaftler, verbrachte einen Teil seiner Kindheit in Breckerfeld
- Heinrich Vetter (1890–1969), Politiker (NSDAP), tauchte nach Kriegsende in Breckerfeld unter

### 20. Jahrhundert
- Abraham Meister (1901–1990), Theologie und Dozent
- Gustav Mankel (1907–1987), Geistlicher, Liederdichter und Komponist
- Artur Zebrowski, der am 7. November 1918 bei Fourmiers das Waffenstillstandssignal auf deutscher Seite blies, war Breckerfelder
- Karl Fritz Friedrich(1921–1959), Maler und Grafiker, ein Teil seines Werkes befindet sich heute in Breckerfeld
- Leonore Wolters-Krebs (* 1938), Architektin und Stadtplanerin
- Reinhard Leisenheimer (1939–2014), Sänger und Hochschullehrer
- Peter Paziorek (* 1948), Politiker (CDU), ehem. Stadtdirektor von Breckerfeld
- Ernst-Erich Doberkat (* 1948), Mathematiker, Informatiker und Hochschullehrer
- Hans Reichel (1949–2011), Musiker, Instrumentenerfinder (Daxophon) und Schriftgestalter, verbrachte seine Kindheit in Breckerfeld
- Eroc (* 1951), Musiker und Musikproduzent, lebt in Breckerfeld
- Robert Charles Smith (1951–2009), US-amerikanischer Basketballspieler, zeitweise Trainer beim TuS Breckerfeld
- Heinz-Werner Schmunz (* 1952), Basketballspieler, Trainer beim TuS Breckerfeld
- Nena, bürgerlich Gabriele Susanne Kerner (* 1960), Popmusikerin, verbrachte ihre Kindheit in Breckerfeld
- Arnd Neuhaus (* 1967), Basketballspieler, begann seine Laufbahn beim TuS Breckerfeld
- Katharina Woschek (* 1988), Schauspielerin (Marienhof, Alles was zählt u. a.), aufgewachsen in Breckerfeld
- Thomas Reuter (* 1992), Basketballspieler, spielte in seiner Jugend beim TuS Breckerfeld